# Provincia Kunduz
Provincia Kunduz (paștună și persană: کندز‎) este una dintre provinciile Afganistanului. Este localizată în partea nordică, la frontiera cu statul Tadjikistan.